# Benkara depauperata
Benkara depauperata là một loài thực vật có hoa trong họ Thiến thảo. Loài này được (Drake) Ridsdale mô tả khoa học đầu tiên năm 2008.